# Мадонна с Младенцем, святыми Лаврентием, Иеронимом и двумя музицирующими ангелами
«Мадонна с Младенцем, святыми Лаврентием, Иеронимом и двумя музицирующими ангелами» — картина итальянского художника эпохи Возрождения Франческо Франча из собрания Государственного Эрмитажа.
На картине изображена сидящая под арочным сводом на троне Мадонна с Младенцем на коленях, левой рукой она перелистывает книгу, а правой рукой придерживает Младенца. В свою очередь правая рука Младенца поднята в благословляющем жесте, а в левой руке у него Сфера Мира. Возле трона стоят двое святых. Слева — святой Лаврентий, в правой руке у него книга, а левой рукой он придерживает металлическую решетку, являющуюся его атрибутом. Справа — святой Иероним, он также в руках держит книгу, у его ног сидит небольшой лев, являющийся его атрибутом. За спинами Мадонны и святых виден гористый пейзаж, на котором можно различить отдельно стоящие деревья, городские строения и двух воинов-всадников с копьями. На ступени у подножия трона сидят два ангела, левый ангел играет на баритоне, правый на лютне. В центре основания трона, выше ангелов, находится табличка с латинским текстом, содержащая имя заказчика картины, подпись художника и дату написания картины: DS. LVDOVICVS DE CALCINA / DECRETORV DOCTOR CANONICVS / S.P. BON. REDIFICATOR. AVCTORQ / DOMVS ET RESTVRATOR / HVIVS. ECLESIAE. FECIT FIERI / P. ME FRANCIAM AVRIFICE BONON. / ANNO. MCCCCC (Господин Лудовикус де Кальчина доктор декретов, каноник Сан Петронио в Болонье, восстановитель и создатель, настоятель этой церкви, высоко оценил меня, Франчa, золотых дел мастера. Болонья. Год 1500).
Картина написана в Болонье в 1500 году на деревянном щите для болонского собора Сан Лоренцо делле Гротте. Джорджо Вазари упоминал картину в своих «Жизнеописаниях…»: «Написал он алтарный образ и в Болонье для церкви Сан Лоренцо с Богоматерью, двумя фигурами по сторонам и двумя мальчиками внизу, получивший большое одобрение».
В начале 1620-х годов с картины была снята копия и помещена на её место в соборе, а оригинал увёз в Рим будущий кардинал и архиепископ Болоньи Людовико Людовизи. Впоследствии картина принадлежала кардиналу Франческо Бонкампаньи, затем принадлежала семье Ланчи. В конце XVIII века картина принадлежала кардиналу Луиджи Эрколани и хранилась в Болонье в семейном дворце князей Эрколани, уже тогда она считалась «одной из лучших картин Франчи».
В начале 1840-х годов собрание Эрколани было распродано. Сначала картину хотели приобрести для неназванного «английского музеума», но из-за того, что для вывоза за пределы Италии за картину нужно было платить немалую пошлину, сделка не состоялась. В 1843 году картину по распоряжению императора Николая I купил советник русского посольства в Риме П. И. Кривцов. В. Ф. Левинсон-Лессинг считает эту картину самым значительным приобретением начала 1840-х годов.

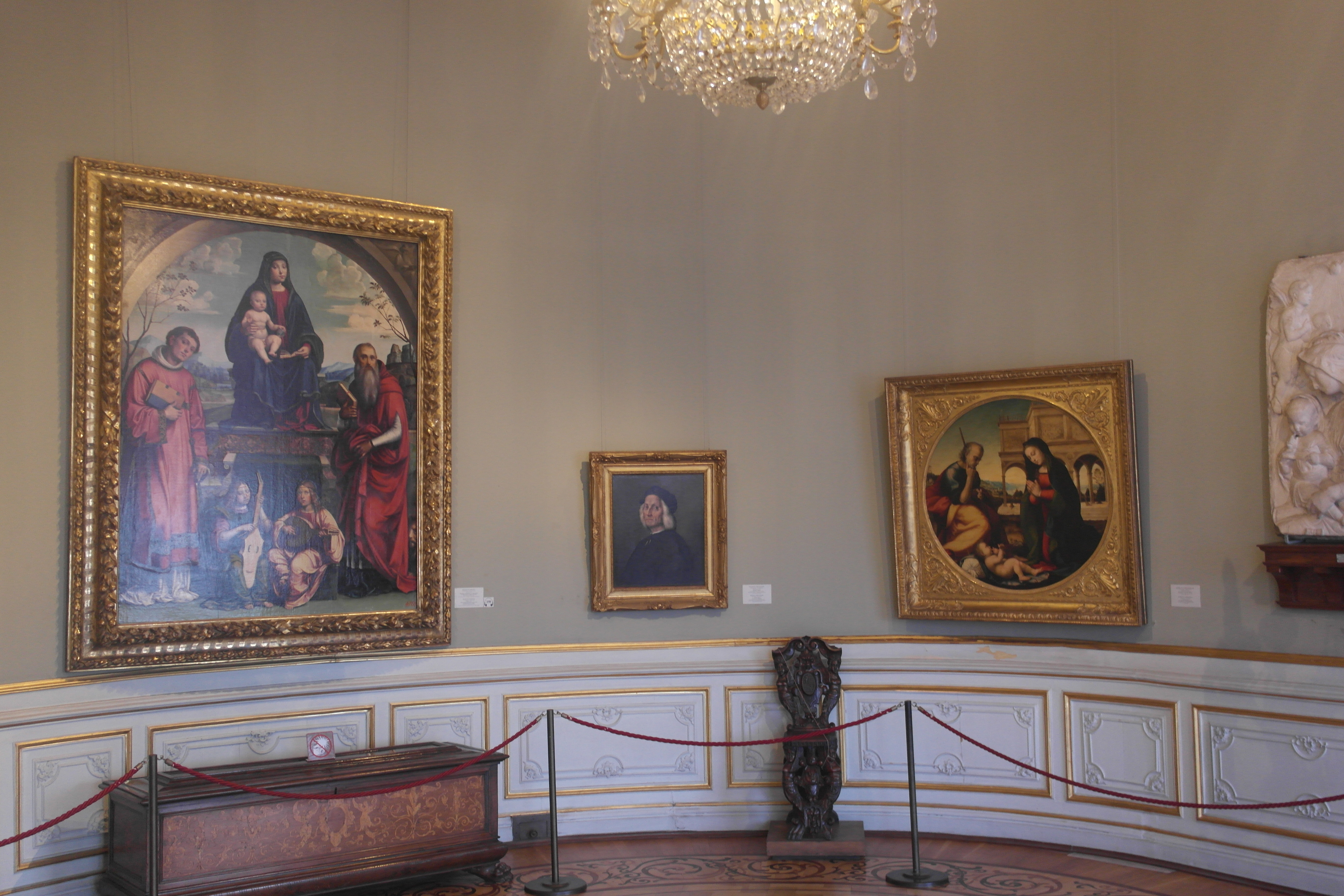
Картина в зале 212 Большого Эрмитажа

Сразу по прибытии в Санкт-Петербург картина была переведена с дерева на холст реставратором Рыбиным. Российский искусствовед Т. К. Кустодиева отмечает: «Скорее всего, при переводе с дерева на холст верх картины был срезан: нельзя представить себе, чтобы такой мастер, как Франча, прервал плавную линию полукруглой арки, завершающей всю композицию». Далее она пишет: «Работы Франча, подобные эрмитажной с ее классическим равновесием композиции, мягкостью форм, склонностью к идеализации образов, оказали в начале XVI в. большое влияние на феррарских мастеров».
Картина выставляется в здании Большого (Старого) Эрмитажа в зале 212.
В своём обзоре искусства итальянского Возрождения Т. К. Кустодиева следующим образом характеризовала картину:

Глядя на миловидно-спокойные лица, на простор дали, уходящей вглубь, на большие пятна цвета, при помощи которых сбалансирована колористическая гамма, понимаешь, что такие картины должны были нравиться современникам. В эрмитажном произведении живопись Франча достигает высот своих возможностей…

Г. Ф. Вааген, в 1864 году осмотревший эрмитажное собрание живописи, считал что на картине заметно вмешательство неумелого реставратора, особенно сильно испортившего фигуры св. Лаврентия и ангелов